# سيمبلي نيلوجيكال
كريستين راكيل روتينبرج (وُلدت في 17 أكتوبر 1988)، تُعرف باسمها المُستعار الذي تستخدمه كاسم مستخدم لها على اليوتيوب وهو «سيمبلي نيلوجيكال»، هي خبيرة تحليل إحصاءات الصحة والجريمة، وممثلة سابقة (في الطفولة)، ومُدوِنة، ونجمة يوتيوب كندية تشتهر بدورها في الإعلانات وفي صنع مقاطع فيديو تعليمية لفن طلاء الأظافر.
وصل عدد المشتركين في قناتها الرئيسية على اليوتيوب أكثر من 4 ملايين في أغسطس 2017، بينما وصلت قناتها الفرعية أكثر من مليون مشارك. يبلغ عدد مشاهدات محتوى قناتيها أكثر من 600 مليون ويبلغ عدد المشاركين فيهما 5 ملايين مشاهدة.
أشاد النقاد بحس الدعابة عند روتنبرج، وحضورها على اليوتيوب. وصفتها مجلة جيه-14 بأنها «وجه فن طلاء الأظافر في عالم الإنترنت.» تصف روتنبرج نفسها بأنها تقدم فيديوهات تعليم أمور الجمال بشكل «خارج الصندوق».

## روابط خارجية
- سيمبلي نيلوجيكال على موقع IMDb (الإنجليزية)